# 圣体堂 (博洛尼亚)

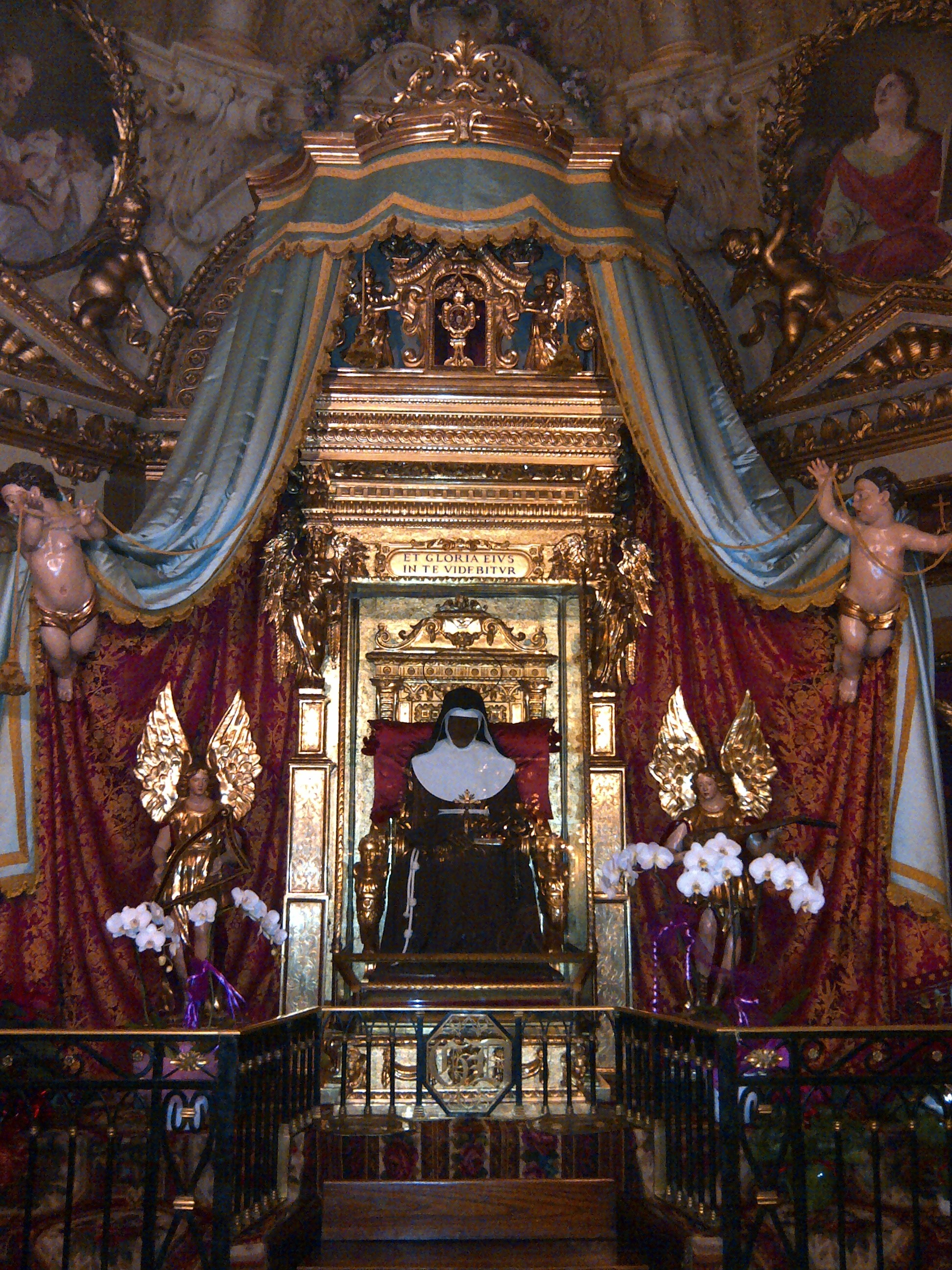
宝座上圣加大利纳的遗体

圣体堂（英语：Corpus Domini）是一座罗马天主教教堂，位于博洛尼亚。它是贫穷修女会修道院建筑群的一部分。
该建筑群拥有一座专门介绍护士和护理的博物馆，由乔治·古斯米尼枢机主教创建于1919年。博物馆藏有圣加大利纳（1413–1463）的文字和绘画作品。教堂建筑建于1478年。 装饰于17世纪，其中的作品有：
- 后殿：马坎托尼奥·弗朗切西尼的壁画《天使的荣耀》和《福音书著者》
- 恩里科·哈夫纳的花卉装饰
- 路易吉·奎尼的夸拉图拉
- 朱塞佩 ·玛丽亚·马扎的灰泥作品

教堂允许游客可以进入一个相邻的地点，瞻仰圣加大利纳的遗体并向她祈祷。她是15世纪贫穷修女会的修女，在18世纪封圣。